# Neopomacentrus filamentosus
Neopomacentrus filamentosus és una espècie de peix de la família dels pomacèntrids i de l'ordre dels perciformes.

## Morfologia
Els mascles poden assolir els 11 cm de longitud total.

## Distribució geogràfica
Es troba a Tailàndia, Malàisia, Singapur, les Filipines, Indonèsia, Austràlia Occidental, Papua Nova Guinea, Salomó i Nova Caledònia.